# Liste der Gemeinden in der Stadtregion Leibnitz
Die Stadtregion Leibnitz ist eine österreichische Agglomeration in der Steiermark. Die Region besteht aus der Kernzone (Code: SR291) sowie der Außenzone (Code: SR292).

## Geschichte der Klassifikation
Die Abgrenzung der Stadtregionen (Urbanen Zentren) wurde von der Statistik Austria für 1971 bis 2001 alle 10 Jahre vorgenommen. Für den Stichtag 31. Oktober 2013 wurde erstmals nach der von der Statistik Austria für statistische Zwecke entwickelten Urban-Rural-Typologie abgegrenzt, welche die Abgrenzung der Stadtregionen integriert. Die gesamte Information dazu ist auf den Internetseiten der Statistik Austria zu finden.

## Liste der Gemeinden laut Abgrenzung von 2001
Die Tabelle berücksichtigt die Gemeindestrukturreform in der Steiermark, jedoch ist die ehemalige Gemeinde Seggauberg durch die Eingemeindung in Leibnitz nun in der Kernzone enthalten.
- Datenstand:
  - Gemeinden und Gemeindenamen: 2017
  - Einwohner: 1. Jänner 2024
  - Fläche: 1. Jänner 2024
  - Bevölkerungsdichte: 1. Jänner 2024
  - Gerichtsbezirke: 2017
- Regionen sind Kleinregionen der Steiermark

### Kernzone Leibnitz
| Gemeinde   | Lage | Ew     | km²   | Ew / km² | Gerichtsbezirk | Region                | Typ             | Metadaten         |
| ---------- | ---- | ------ | ----- | -------- | -------------- | --------------------- | --------------- | ----------------- |
| Leibnitz   |      | 13.362 | 23,52 | 568      | Leibnitz       | 063 Kernraum Leibnitz | Stadt- gemeinde | Gem.Kennz.: 61053 |
| Gralla     |      | 2.883  | 12,14 | 238      | Leibnitz       | 063 Kernraum Leibnitz | Markt- gemeinde | Gem.Kennz.: 61012 |
| Tillmitsch |      | 3.907  | 15,00 | 260      | Leibnitz       | 063 Kernraum Leibnitz | Markt- gemeinde | Gem.Kennz.: 61043 |
| Wagna      |      | 6.525  | 12,99 | 502      | Leibnitz       | 063 Kernraum Leibnitz | Markt- gemeinde | Gem.Kennz.: 61045 |

### Außenzone Leibnitz
| Gemeinde   | Lage | Ew    | km²   | Ew / km² | Gerichtsbezirk | Region                                    | Typ      | Metadaten         |
| ---------- | ---- | ----- | ----- | -------- | -------------- | ----------------------------------------- | -------- | ----------------- |
| Gabersdorf |      | 1.280 | 19,82 | 65       | Leibnitz       | 108 Aktive Alternativregion Südsteiermark | Gemeinde | Gem.Kennz.: 61008 |
| Heimschuh  |      | 1.989 | 18,52 | 107      | Leibnitz       | 046 Sulmtal–Sausal                        | Gemeinde | Gem.Kennz.: 61016 |